# 博罗科
博罗科（Boroko）是印度尼西亚北苏拉威西省的一个城镇，是北博朗蒙贡多县的县治所在，北滨苏拉威西海，西南距哥伦打洛45公里。2010年统计，博罗科所在的卡伊地旁区（Kecamatan Kaidipang）共有12,334人。

## 资料来源
1. ↑  Biro Pusat Statistik, Jakarta, 2011.